# Estalef (distrikt)
Estalef är ett distrikt i Afghanistan. Det ligger i provinsen Kabul, i den nordöstra delen av landet, 40 kilometer norr om huvudstaden Kabul. Administrativ huvudort är Estalef.
Distriktet beräknades år 2022 ha cirka 39 000 invånare.